# Karel Rada
Karel Rada, född 2 mars 1971 i Karlovy Vary, är en tjeckisk före detta fotbollsspelare. Han var försvarare och gjorde 43 landskamper för Tjeckien och deltog bland annat i EM 1996, där laget tog silver, och EM 2000.

## Klubbar
- Dukla Prag (1990-1994)
- SK Sigma Olomouc (1994-1997)
- Trabzonspor (1997-1998)
- SK Slavia Prag (1999-2000)
- Eintracht Frankfurt (2001-2002)
- FK Teplice (2002-2006)
- Bohemians 1905 (2006-2008)